# Crkva sv. Grgura Prosvjetitelja u Novom Sadu
Crkva sv. Grgura Prosvjetitelja bila je katolička crkva u Novom Sadu u Srbiji.

## Opis
Armenska je zajednica krajem 1743. godine odlučila sagraditi crkvu, uz blagoslov katačko-bačkoga nadbiskupa Gabrijela Patačića. Crkva je dovršena u Novom Sadu 1746. godine. Od samog početka bila je povjerena kongregaciji mehitarista Armenske katoličke Crkve. Znatna oštećena je pretrpjela 1849. godine tijekom topovskoga granatiranja grada. Godine 1872. crkva je temeljito obnovljena. Krajem 19. i početkom 20. stoljeća armenska zajedinca na tom području se znatno smanjila. Beogradski list „Vreme” 1938. godine objavljuje oglas kako se prodaje armenska crkva jer je živa samo jedna vjernica.
Godine 1951. crkva je, odlukom Zavoda za zaštitu spomenika kulture, stavljena pod državnu zaštitu. Kasnije je određeno da se crkva briše iz registra kulturno-povijesnih spomenika te je naznačna kao „bezvrijedno arhitektonsko djelo”. Crkva je konačno srušena 1963. godine, a razlog za to bilo je proširenje Bulevara maršala Tita. Još prije toga, 1949. godine, zbog proširenja Ulice cara Lazara srušen je i armenski župni dom.
U blizini crkve nalazio se monumentalni nadgrobni spomenik armenske plemićke obitelji Čenazi iz 1790. godine, koji je kasnije uklonjen zbog gradnje nebodera.

## Poveznice
- Grgur Prosvjetitelj
- Armenska katolička Crkva